# Gerflor Mipolam
Die Gerflor Mipolam GmbH  ist seit 1997 Teil der französischen Gerflor-Gruppe, einem weltweit agierenden Hersteller und Anbieter von Bodenbelägen, Wandverkleidungen und Zubehör, zu dem auch Gerflor DLW gehört. Das Unternehmen entwickelt und produziert am Standort Troisdorf homogene PVC-Böden.

## Geschichte
1935 wurde die damalige Interessengemeinschaft Farbenindustrie AG (I. G. Farben) von der Reichsbahn mit der Entwicklung eines Ersatzes für Bodenbeläge aus Linoleum beauftragt – so sollte eine größere Unabhängigkeit von ausländischen Rohstoffen ermöglicht werden.
Nach intensiver Forschungsarbeit wurde 1937 in den Troisdorfer Kunststoff-Laboren des Konzerns der weltweit erste homogene Bodenbelag erfunden. Das Grundmaterial Mischpolymerisat mit Weichmachern und Zellstoff als Füllstoff gab dem neuen Bodenbelag seinen Namen: Mipolam. Die Belagskonstruktion überzeugte mit ihrer Reißfestigkeit und war dabei sehr biegsam auch bei Kälte, dimensionsstabil und wies ein sehr gutes Abrieb- und Eindruckverhalten auf. Parallel entwickelte das Unternehmen einen weiteren Mipolam-Bodenbelag auf Basis von reinem PVC und Weichmachern als Ersatz für damals ebenfalls übliche Gummibeläge.
Nach Ende des Zweiten Weltkriegs wurde die I. G. Farben AG von den Alliierten zerschlagen und in unterschiedliche Unternehmen aufgesplittet. Mipolam wurde fortan von der Dynamit Nobel AG in Troisdorf hergestellt und vertrieben.
1948 wurde mit Batiflex der erste Bodenbelag speziell für die Luftfahrt (Flugzeuge) entwickelt. In den 1950er Jahren war die Dynamit Nobel AG mit Mipolam der einzige Anbieter von Kunststoffbodenbelägen. In diese Zeit fielen Neuentwicklungen wie das thermische Verschweißen der Bodenbeläge mit Schweißschnur und die Erweiterung des Portfolios um Zubehör wie Sockelleisten, Treppenkanten und Handläufen.
Die 1960er Jahre waren gekennzeichnet von einem verstärkten Wettbewerb verschiedener Anbieter von PVC-Bodenbelägen. 1964 wurden die Fertigungskapazitäten und das Produktangebot sukzessive erweitert. Entwicklungen der 1960er Jahre waren der Vinylboden auf Schaumträger (Taraflex) sowie richtungsfreie Bodenbeläge – bei diesen ist die Fertigungsrichtung in der Marmorierung des Belags nicht erkennbar. Das Angebot wurde zudem um homogene PVC-Beläge für den Objektbereich erweitert.
1965 erwarb die Dynamit Nobel AG im Zuge der Entwicklung hin zum Vollsortimenter die Mehrheit am Aktienkapital der Vereinigten Jutespinnereien und Webereien AG in Hamburg. Darüber hinaus erfolgte die Übernahme des Dubletta-Kunststoffwerks (Bonn-Beuel) sowie des Vehal Teppichwerks (Bad Hersfeld). Parallel wurden die internationalen Vertriebsaktivitäten durch Gründung von Auslandsniederlassungen ausgeweitet. Ende der 1960er Jahre erfolgte die Einführung des ersten farbigen leitfähigen Bodenbelags.
In den 1970er Jahren erforderten ein rückläufiger Markt sowie erhöhter Wettbewerbsdruck einschneidende Rationalisierungsmaßnahmen in der Produktion von Mipolam-Bodenbelägen. Die Einführung eines neuen Color-Verfahrens ermöglichte dabei eine rationellere Fertigung. Mit dieser Technologie wurde der farblich neu gestaltete Belag Mipolam 480 Color produziert.
1976 wurde der Sportbelag Taraflex bei den olympischen Spielen in Montreal erstmals bei Sportarten wie Handball, Volleyball, Badminton oder Tischtennis eingesetzt. Bis heute finden zahlreiche olympische Wettbewerbe auf dem punktelastischen Bodenbelag statt.
1985 kam die erste selbstklebende Vinyl-Fliese für Wohnräume auf den Markt. Eine weitere Innovation war 1988 der erste richtungsfreie homogene Vinylboden-Bodenbelag. Mit Protecsol entwickelte das Unternehmen darüber hinaus eine Oberflächenvergütung für Böden im Sportbereich.
Im Jahr 1997 übernahm die französische Gerflor Gruppe die Marke Mipolam und den Produktionsstandort in Troisdorf von der Dynamit Nobel AG. 2007 wurde SPM Decochoc als Komplettlösung für Böden und Wände entwickelt. Das eigens entwickelte Clic-System ermöglicht seit 2010 die Bodenverlegung ohne Klebstoffe.
2013 führte Gerflor das Energiemanagement-System nach ISO 50001 ein.
Um die Nachfrage im wachsenden Marktsegment Clic-Vinylböden zu bedienen, errichtete Gerflor 2019 in Südfrankreich für 50 Mio. Euro eine neue Produktionsanlage mit einer Kapazität von 10 Mio. m² jährlich und integriertem Recyclingcenter. Die dort gefertigten Planken bestehen zu 55 Prozent aus Recycling-Material und sind selbst zu 100 Prozent recycelbar.

## Produkte
Gerflor Mipolam stellt folgende elastische Bodenbeläge für unterschiedliche Anwendungsbereiche her:
- Homogene, heterogene und LVT-Design-Vinylbodenbeläge
- Sportbodenbeläge
- Sicherheitsbodenbeläge
- Bodenbeläge für Nass- und Reinräume
- Leit- und ableitfähige Beläge
- CV-Beläge
- Wandschutz und Handläufe
- Zubehör: Sockelleisten, Treppenlösungen, Schmutzfangmatten